# Kevin Gilbert (escritor)
Kevin John Gilbert (Condobolin, 10 de julho de 1933 – 1 de abril de 1993) foi um autor, ativista, artista, poeta, dramaturgo e gravurista aborígine australiano. Considerado um homem Wiradjuri, Gilbert nasceu nas margens do rio Lachlan em Nova Gales do Sul. Gilbert foi o primeiro dramaturgo e gravurista aborígine. Ele era um defensor ativo dos direitos humanos e esteve envolvido no estabelecimento da Embaixada da Tenda Aborígine em 1972, bem como em vários protestos para defender a soberania aborígine australiana.
Gilbert ganhou o prêmio do Conselho Nacional do Livro de 1978 para escritores, por Living Black: Blacks Talk to Kevin Gilbert (1977).

## Primeiros anos
Nascido em 10 de julho de 1933, e filho de mãe Wiradjuri e pai irlandês/inglês, Gilbert era o caçula de oito filhos. Ele nasceu às margens do rio Kalara/Lachlan, nos arredores de Condobolin, em Nova Gales do Sul, e aos sete anos de idade ele e seus irmãos ficaram órfãos. Ele foi criado por suas irmãs mais velhas e parentes em uma reserva aborígine. Ele deixou a escola aos treze anos e conseguiu vários empregos sazonais e itinerantes de curto prazo.
Seu livro intitulado Me and Mary Kangaroo reflete uma infância de conexão íntima com o país Wiradjuri de sua mãe, e Child's Dreaming.
Sua família extensa viajava anualmente no circuito de colheita de frutas dentro do território de Wiradjuri como "(...) uma libertação temporária da quase fome (...) e, acima de tudo, significava alguma independência, alguma liberdade, sob os calcanhares crucificantes da polícia local e da estação branca gerentes; uma fuga de campos de refugiados chamados 'reservas aborígines'".
Em 12 de junho de 1954, casou-se com Goma Scott. Em 1957, Gilbert assassinou Goma, aparentemente por causa de sua infidelidade. Ele recebeu uma sentença de prisão perpétua. Na prisão, ele se educou e desenvolveu seus talentos artísticos. Ele foi libertado em liberdade condicional após 14 anos.
Em suas próprias palavras:
"Como um artista negro com toda a miséria desprezível e queimaduras de coração de um poeta, sofri sentado em salas de aula dominadas por brancos da Austrália rural, enquanto professores brancos lascivamente falavam sobre aborígenes 'nus', que foram descritos como pagãos, demasiado ignorante para saber a maneira básica de impregnar fêmeas, sub-incisões do 'apito', assassinos, canibais, nenhuma lei ou governo, índices cerebrais minúsculos etc., apenas para ser 'salvo' pelos pioneiros 'gloriosos' que tentaram 'suavizar o travesseiro moribundo' dos 'remanescentes lamentáveis'’.
Fazendo perguntas, exigindo respostas e fazendo refutações, fomos inevitavelmente enviados das salas de aula para sair e varrer os pátios, pegar restos, limpar os banheiros, pois, para se conformar com o sonho branco do final dos anos 40 e 50 de 'assimilação', tivemos que provar que éramos incapazes de qualquer potencial educacional superior, exceto o de alcançar o nível primário de quarta classe. E tivemos que nos conformar com os padrões de trabalho. Austrália Branca, como seu confrade corrupto branco África do Sul e América, Queria que os negros servissem seus estilos de vida peculiares.
 
"Eu alcancei um nível de educação primária de quarta classe antes de deixar a escola aos quatorze anos. Só na prisão eu finalmente tive acesso a materiais de leitura. Participei de uma aula de arte para tentar pintar uma imagem recorrente em minha mente de um velho aborígene sentado na entrada de uma caverna cheia de imagens pintadas, enquanto olhava para fora e para baixo sobre um amplo vale cheio de águias. É claro que eu não podia pagar por tintas a óleo, então comecei com estampas de lino, e fiquei muito satisfeita com as imagens e o envolvimento corporal da utilização desse meio para protestar contra a contínua vitimização e genocídio contra os negros. Tive a sorte de conseguir roubar algum velho lino das oficinas da prisão, tintas da gráfica da prisão, e teve a sorte de estar na seção de impressão quando um guarda razoavelmente humano estava no comando e graciosamente virou os olhos para o meu uso extravagante de tintas, papel de impressão e para o fato de que eu praticamente me escondi em um canto tranquilo da oficina a cada dia e fiz minha própria coisa. Inicialmente, eu tinha que ter meus poemas e impressões contrabandeadas da prisão. As exposições do meu trabalho trouxeram um foco de atenção do mundo da gravura, quando as obras foram expostas na Robin Hood Gallery e na Arts Council Gallery em Sydney. As exposições confirmaram minha determinação de usar meus poemas, escrita e arte para abrir a questão da negação contínua e injustiça contra os aborígenes, em um esforço para trazer a realidade da desumanidade australiana branca para o aberto."

## Carreira na arte
Na prisão, Gilbert produziu as primeiras impressões de linóleo já feitas por um artista aborígine e foram seus primeiros esforços de expressão criativa. Ele moldou suas próprias ferramentas "a partir de uma colher, garfo, lâminas de pedras preciosas e pregos" e esculpiu "linóleo velho e quebradiço no chão da prisão", criando imagens esfregando o papel sobre os cortes de linóleo com as costas de uma colher.
Após sua libertação (por volta de 1971), Gilbert estabeleceu a Kalari Aboriginal Art Gallery perto de Taree, Nova Gales do Sul.
Suas obras foram extensivamente exibidas nacional e internacionalmente em Havana, Amsterdã, Roterdã, Boston, Massachusetts, Portland, Oregon, Durban, Londres e Atenas. Seu estilo artístico único faz parte da coleção da Galeria Nacional da Austrália e está alojado em outras grandes instituições de arte australianas.

## Carreira como escritor

### The Cherry Pickers
Enquanto estava na prisão, Gilbert também começou a escrever. Em 1968, ele começou a escrever a peça The Cherry Pickers, que foi contrabandeada para fora da prisão em papel higiênico. Foi primeiro preparado e apresentado em uma leitura no pequeno Mews Theatre em Sydney 'ao ar livre' com Bob Maza e outros atores aborígines lendo os papéis. A peça é significativa por ter sido a primeira peça escrita em inglês por um aborígine e também a primeira peça a ser encenada inteiramente por um elenco aborígine. A crítica e editora Katharine Brisbane descreveu sua resposta depois de ver uma das primeiras leituras de "The Cherry Pickers" como "Fiquei impressionada com uma sensação de privilégio por ter permissão para entrar na vida doméstica de um povo cuja privacidade, por tanto tempo e por muito tempo, tão boa razão, foi guardado de olhos brancos'. Uma leitura movida mais completa foi realizada em 1970 e 1971 em Sydney e a peça foi posteriormente indicada em 1970 para o prêmio Captain Cook Memorial.
A peça foi apresentada em sua forma completa pelo Nindethana Theatre Group de Melbourne em 1971 e em Redfern, Sydney, em 1972, mas a peça não foi publicada até 1988 quando, na sequência de protestos contra as celebrações do Bicentenário da colonização europeia da Austrália, tornou-se um símbolo do protesto aborígine. A peça de Gilbert é baseada nas histórias e experiências de trabalhadores itinerantes e trata, como Gilbert coloca em uma introdução à peça escrita em 1969: (...) busca espiritual e perda, meu povo empurrado para situações de refúgio, dessocializado se você quiser. A narrativa da peça mistura mitos tradicionais da criação, rituais, diatribes políticas, diálogos inteligentes e humor. É por meio desse humor que Gilbert explora o alcoolismo, a violência e as questões espirituais e culturais. Gilbert também expôs sua obra de arte na Arts Council Gallery em Sydney em 1970, em uma exposição organizada pelo Australia Council.

#### Outros trabalhos
Junto com seu trabalho político sobre o povo aborígine na década de 1970, Gilbert escreveu uma série de peças e esquetes, incluindo Ghosts in Cell Ten, The Blush of Birds, Eternally Eve, Evening of Fear e Everyman Should Care. Muitos deles parecem nunca ter sido encenados, mas estilisticamente parecem antecipar muito do trabalho dos escritores e praticantes das Primeiras Nações da década de 1990, como Wesley Enoch e Deborah Mailman.
Em 1978, o National Book Council concedeu a ele seu prêmio anual de livro por seu livro Living Black: Blacks Talk to Kevin Gilbert. O livro incluía entrevistas com vários comentaristas negros da época, incluindo o falecido músico e dançarino Robert Jabanungga.
Em 1988, ele recebeu o Prêmio de Direitos Humanos de Literatura da Comissão de Direitos Humanos e Igualdade de Oportunidades por editar a antologia de poesia aborígine Inside Black Australia. Ele devolveu a medalha ao governador-geral, Sir Ninian Stephens, citando a contínua injustiça e sofrimento de seu povo. Gilbert continuou escrevendo e exibindo suas obras de arte.

## Atuação como ativista
Por volta de 1971, Gilbert estabeleceu a National Aboriginal Theatre Foundation, que não durou muito. Um jornal chamado Alchuringa, listado como o "jornal oficial da National Aboriginal Theatre Foundation e da Aboriginal Tourist and Economic Development Association" e registrado em Sydney pela Breda Publications, foi publicado de dezembro de 1971 a fevereiro de 1972 (não confundir com um jornal de mesmo nome publicado em 1977 pelo Aboriginal Land Rights Club na Universidade La Trobe, Melbourne). Foi anotado como "Incorporating Churinga APA", referindo-se a Churinga, que foi publicado pela Aborigines Progressive Association de 1964 a 1970, editado por Herbert Groves, também por Breda. Alchuringa adotou um tom radical e exortou os aborígines a se engajarem em protestos. Junto com outras publicações indígenas The Koorier, Black News Service, Black Nation, North Queensland Palm Islander e Koori Bina, o jornal foi posteriormente descrito como "firmemente político e de oposição às principais mensagens da mídia e políticas governamentais".
De 1972 em diante, Gilbert esteve presente em inúmeras causas de direitos humanos aborígines e, principalmente, no apoio ao estabelecimento da Embaixada da Tenda Aborígine no Old Parliament House em Canberra.
Gilbert escreveu um prefácio na terceira edição da revista Identity em 1972 e, três anos depois, um artigo sobre os direitos à terra indígena que estava nas mãos da editora da revista, a Aboriginal Publications Foundation.
Em outubro de 1973, Gilbert foi acusado de ter enviado maliciosamente uma carta ameaçando matar outra pessoa, tendo escrito uma carta a outro homem na qual supostamente ameaçava matar a Rainha Isabel II do Reino Unido. Na época, ele era editor e único jornalista do jornal da Fundação para Assuntos Aborígines, Black Australian News.
Em 1979, ele liderou o protesto do "Governo Aborígine Nacional" em Capital Hill, Canberra, pedindo a aceitação da Soberania Aborígine Australiana.
Ele se tornou presidente da campanha "Tratado de 88" para um tratado soberano entre nações e povos aborígines e australianos não aborígenes, como uma base adequada para todas as pessoas que vivem na Austrália agora. Ele definiu o argumento legal para um tratado ou tratados e a soberania aborígine em seu trabalho Aboriginal Sovereignty, Justice, the Law and Land, de 1987.
No último ano de sua vida, em 1992, ele foi ativo no restabelecimento da Embaixada da Tenda Aborígine após seu 20º aniversário de forma permanente, e continua sendo a ponta de lança do Movimento pela Soberania até hoje. Ele é conhecido por abraçar o termo "Black".
Antes das comemorações do bicentenário da Austrália, Gilbert presidiu a campanha "Tratado de 88" por um tratado consagrando os direitos e a soberania dos aborígines.

## Reconhecimento e prêmios
- 1970: The Cherry Pickers escolhido para o Prêmio Captain Cook Memorial;[2]
- 1972: Bolsa literária da Commonwealth;[22]
- 1978: Prêmio do National Book Council para escritores, por Living Black: Blacks Talk to Kevin Gilbert;[14][2]
- 1988: Premiado com o Prêmio de Direitos Humanos e Igualdade de Direitos Humanos da Comissão de Literatura por editar a antologia de poesia aborígine Inside Black Australia, mas recusou o prêmio;[25][14]
- 1992: Bolsa criativa de quatro anos do primeiro-ministro por sua "excelente contribuição artística para a nação"[14]

#### Prêmios póstumos
- 1995: Prêmio Kate Challis RAKA de poesia, por Black from the Edge;[2]
- 1995: Altamente elogiado no ACT Book of the Year;[2]
- 1995: Me and Mary Kangaroo finalistas do Australian Multicultural Children's Literature Awards[2]

Gilbert participou de um episódio da série documental de televisão Desperate Measures de 2013, no qual sua filha, a poetisa Kerry Reed-Gilbert, apresenta aspectos de sua vida. Ele está disponível no SBS on Demand.

## Morte e legado
Gilbert morreu de enfisema em 1º de abril de 1993, aos 59 anos de idade. Ele deixou seis filhos, netos e muitos bisnetos. Uma de suas filhas é a poetisa e ativista Kerry Reed-Gilbert (1956–2019).
Em 8 de abril de 1993, um serviço memorial foi realizado pelo povo aborígine para homenagear Gilbert.

## Obras publicadas

### Drama
- Bernard Hames Collection (1968). The Cherry Pickers: The first written Aboriginal play (em inglês). [S.l.]: Burrambinga Books. ISBN 978-0-9588019-0-4
- The Gods Look Down (em inglês). [S.l.]: Self. 1969
- Ghosts in Cell Ten (em inglês). [S.l.]: Self. 1969
- The Blush of Birds (em inglês). [S.l.]: Self. 1969
- Eternally Eve (em inglês). [S.l.]: Self. 1969
- Evening of Fear (em inglês). [S.l.]: Self. 1970
- Everyman Should Care (em inglês). [S.l.]: Self. 1970

### Poesia
- End of Dream-Time (em inglês). [S.l.]: Island Press. OCLC 1011103763
- People are legends: Aboriginal poems (em inglês). [S.l.]: Queensland University Press. 1978. ISBN 978-0-7022-1239-0
- with Williams, Eleanor (photographer) (1994). Black from the edge (em inglês). [S.l.]: Hyland House. ISBN 978-1-875657-22-3
- The Blackside: People are Legends and other poems (em inglês). [S.l.]: Hyland House. 1990. ISBN 978-0-947062-70-5

### Não-ficção
- Living Black (em inglês). [S.l.]: Allen Lane, The Penguin Press. 1977. ISBN 978-0-7139-1112-1
- Because a white man'll never do it (em inglês). [S.l.]: Angus and Robertson. 1973. ISBN 978-0-207-12993-3
- Aboriginal Sovereignty: justice, the Law and land (em inglês). [S.l.]: Treaty '88. 1988. ISBN 978-0-7316-3556-6

### Antologia
- Gilbert, Kevin, ed. (1988). Inside Black Australia: an anthology of Aboriginal poetry (em inglês). [S.l.]: Penguin. ISBN 978-0-14-011126-2

### Infantil
- com Williams, Eleanor (fotógrafo) (1992). Child's Dreaming (em inglês). [S.l.]: Hyland House. ISBN 978-0-947062-97-2
- with Williams, Eleanor (photographer) (novembro de 1993). Me and Mary Kangaroo (em inglês). Ringwood, Victoria: Viking Australia. ISBN 978-0-670-85284-0

## Exposições
As exposições que apresentam o trabalho de Gilbert são:
- 2016: Today, Tomorrow, Yesterday, Museu de Arte Contemporânea, (MCA) Sydney (em inglês)
- 2013: I Do have a belief: Kevin Gilbert (1933 - 1993), Belconnen Art Centre, ACT (em inglês)
- 2004: Jogos Olímpicos de Atenas, Grécia
- 2001: Intermission, Wharf 2 Gallery, Sydney Theatre Company, Sydney Kevin Gilbert Retrospective, Boomalli Aboriginal Artists Co-op, Sydney (em inglês)
- 1996–2000: Breath of Life: Moments in transit towards Aboriginal Sovereighty (em inglês); Visions of Australia National Tour; CHOGM, Durban, África do Sul (2000); Rebecca Hossack Gallery, Soho, Londres (2000); Galeria Umbrella, Townsville (1999); Caminhos Indígenas, Toowoomba (1998); Tandanya – National Aboriginal Cultural Institute, Adelaide (1997); O Armidale Aboriginal Cultural Centre and Keeping Place, Armidale (1997); Galeria Moree Plains, Moree (1997); Centro Australiano de Fotografia, Paddington, Sydney (1997); Perth Institute of Contemporary Art, Perth (1997)' Canberra Contemporary Art Space (1996)
- 1995: Yiribana, Art Gallery of New South Wales, Sydney (em inglês)
- 1994: Tyerabarrbowaryaou II – I shall never become a white man, Museu de Arte Contemporânea da Austrália, Sydney e 5.ª Bienal de Havana, Havana, Cuba (em inglês)
  - Urban Focus, Galeria Nacional da Austrália (em inglês)
  - Who's afraid of Red, Black and Yella – Museu de Etnologia, Rotterdam (em inglês)
  - Legends from Down Under, Boomerang Galerie, Amsterdã (em inglês)
  - New Tracks – Old Land, Portland Art Museum, Portland, Oregon (em inglês)
- 1993: Memorial Tribute to Kevin Gilbert, Gallery One, National Gallery of Australia (em inglês)
- New Tracks – Old Land, Australian Galleries, Green Street, Soho, Nova York; Museu de Artes e Ciências do Território do Norte, Darwin; Queensland Aboriginal Creations, Brisbane; Redcliff Entertainment Centre, Redcliff, Queensland (em inglês)
- 1992: New Tracks-Old Land, Massachusetts College of Art, Huntington Gallery, Boston Massachusetts (em inglês)
  - Painting Our Dreaming, Alliance Francaise Gallery, Canberra (em inglês)
  - 92 Pressin, Spiral Arm Gallery, Camberra (em inglês)
- 1991: Tjukurrpa Nganampa Kantyila Kanyintjaku – Keeping Our Dreaming Strong, Hackett, ACT & Alliance Française Gallery, Canberra (em inglês)
  - Social Images, Gorman House, Canberra (em inglês)
- 1990: Desert Art, Albert Hall, Camberra (em inglês)
- 1989: Narragunnawalli, Canberra Contemporary Art Space (em inglês)
- Inside Black Australia, Aboriginal Photographers Exhibition, Showground, Wagga Wagga, NSW; Trades and Labor Club, Newcastle, NSW; Museu de Queensland, Brisbane; Museu de Victoria, Melbourne (em inglês)
- 1988: Inside Black Australia, Aboriginal Photographers Exhibition. Albert Hall, Camberra; Livraria Leftbank, Canberra; Galeria Tin Sheds, Sydney; Centreprize, Londres; Boomalli Aboriginal Artists Co-Op, Sydney (em inglês)
- 1975-1976: Koorainghat Gardens Art Gallery, Taree, NSW (em inglês)
- 1970-1971: Arts Council Gallery, East Sydney (em inglês)
- 1968, 1969 e 1970: Robin Hood Gallery, Sydney (em inglês)